# مدینه رمضانی
مدینه رمضانی (عربی: مدينة رمضان؛ زادهٔ ۱۳ مهٔ ۱۹۹۱) بازیکن فوتبال است.
وی همچنین در تیم ملی فوتبال الجزایر بازی کرده‌است.